# Marie-Françoise Corot

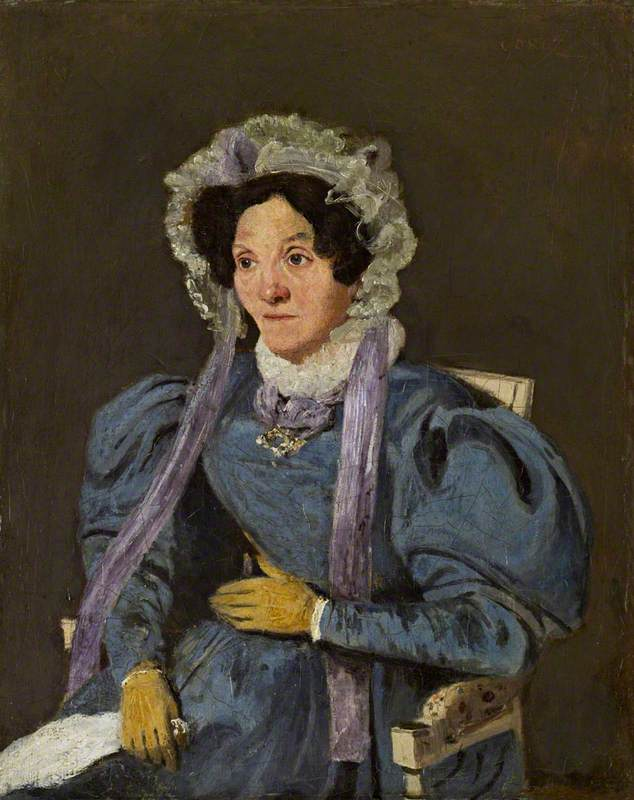
Marie-Françoise Corot

Marie-Françoise Corot eller Madame Lasnier Corot, född Oberson 1768, död 1851, var en fransk modist. 
Hon var dotter till en välbärgad köpman från Schweiz och gifte sig 1793 med perukmakaren Louis-Jacques Corot (1771–1847). Hon blev mor till konstnären  Camille Corot.
Hon hade före sitt äktenskap varit elev hos en modist, och öppnade efter bröllopet sin egen butik. Hennes framgång som modist växte så att hennes make 1798 stängde sin egen perukbutik för att istället arbeta i hennes verksamhet: han skötte den ekonomiska sidan av verksamheten, och hon den kreativa. De flyttade 1801 sin verksamhet till rue du Bac vid Pont Royal, som kom att bli den berömda adressen.
Hon tillhörde de mer framgångsrika och tongivande modisterna inom Paris modeindustri under sin samtid vid 1800-talets första hälft. Hon beskrivs som huvudkonkurrenten till den internationellt berömda Madame Herbault, som var hovmodist åt kejsarinnan Josephine de Beauharnais.  Hennes berömmelse sträckte sig genom det första kejsardömet och vidare under hela den bourbonska restaurationens tid. 